# うたた寝音
うたた寝音（うたたねね、11月18日 - ）は、日本の女性アイドル、シンガーソングライター、モデル、写真家。2017年現在、女性アイドル「センチメンタルウインク」として活動している。岩手県花巻市出身。

## 来歴
- 2014年からwebサイト「ウインクキラー」としてモデル活動を始める[1]。
- 2014年5月2日から5月18日に神保町画廊で行われた中島圭一郎写真展「みずのなかのことりたち」で「テブラドール」という作品のモデルを務める[2]。
- 2014年7月8日、女性アイドルグループ・あヴぁんだんどのメンバーとしてアイドルデビュー。
- 2014年8月29日から8月31日に三鷹ユメノギャラリーで行われたウインクキラー写真展「近衛りこ×ウインクキラー」で作品のモデルを務める。
- 2014年7月29日にマイウェイ出版から発売された写真集「部屋と少女と赫い縄」のモデルを務める。
- 2014年9月14日から9月28日に神保町画廊で行われた中島圭一郎写真展「緊　緩」で作品のモデルを務める[3]。
- 2014年10月5日、あヴぁんだんど卒業。
- 2014年10月30日渋谷WWWで行われた「TRASH-UP!!まつり〜ハロウィンの夜〜」でセンチメンタルウインク（結成当初は3人組）としてデビュー。
- 2014年12月5日から12月23日にparabolica-bisで行われた展示「秘密結社　少女遊会」の中島圭一郎作品「浮かぶ」のモデルを務める。
- 2014年12月18日掲載されたwebサイト「デイリーポータルZ」のコラボ企画「ギャルのコールでいいこと言う」にセンチメンタルウインクとして参加。
- 2014年12月20日にDragonFlyBooksから出版された電子書籍版「部屋と少女と赫い縄une」と「部屋と少女と赫い縄deux」のモデルを務める。
- 2015年2月5日発売の雑誌「TRASH-UP!!vol.21」にセンチメンタルウインクとして掲載。
- 2015年12月28日にボウリング場の笹塚ボウルで行われたイベント「INTERESTING!!」にセンチメンタルウインクとして参加。
- 2015年1月26日から2月7日にヴァニラ画廊で行われた中島圭一郎写真展「部屋と少女と赫い縄」の作品のモデルを務める[4]。
- 2015年3月27日から4月12日に神保町画廊で行われた中島圭一郎写真展「と或る日常/ふたり」の「ふたり」の作品のモデルを務める[5]。
- 2015年10月24日に大阪味園ユニバースでアイドルイベント「吉田豪×南波一海 アイドル伝説VOL.∞」にセンチメンタルウインクとして参加し、ソロユニットとして活動することを公表。
- 2015年12月14日NOTTV・フジテレビオンデマンドにて発信された報ニュース専門局「ホウドウキョク」の番組「真夜中のニャーゴ」にセンチメンタルウインクのうたた寝音として電話出演。
- 2016年3月13日にパイインターナショナルから発売された「幻想恥美Ⅱ[6]」に中島圭一郎の作品モデルとして参加・掲載。
- 2016年12月27日、プログレッシヴ・アイドルユニット「xoxo(Kiss&Hug) EXTREME」に「ネネ」名義で加入[7]。
- 2017年3月11日、契約期間満了でxoxo(Kiss&Hug) EXTREMEを卒業。

## 出演

### テレビ
- 真夜中のニャーゴ（2015年12月14日（電話出演）、ホウドウキョク24）

### 雑誌
- TRASH-UP!!vol.21（2015年2月5日、「センチメンタルウインク」インタビュー掲載）

### 書籍
- 部屋と少女と赫い縄（マイウェイ出版、2014年7月29日発売、モデルとして掲載）
- 部屋と少女と赫い縄une（電子書籍版、DragonFlyBooks、2014年12月20日発売、モデルとして掲載）
- 部屋と少女と赫い縄deux（電子書籍版、DragonFlyBooks、2014年12月20日発売、モデルとして掲載）
- 幻想恥美II（パイインターナショナル、2016年3月13日、モデルとして掲載）

### WEB
- ウインクキラー (@_wink_killer_) - X（旧Twitter）
- デイリーポータルZ（コラボ企画「ギャルのコールでいいこと言う」、2014年12月18日掲載）